# Michael Wolfgramm
Michael Wolfgramm (født 8. marts 1953 i Schwerin) er en tysk tidligere roer og olympisk guldvinder.
Wolfgramm var egentlig ikke en del af den østtyske dobbeltfirer ved OL 1976 i Montreal, første gang nogensinde dobbeltfireren var på OL-programmet, men da en af bådens normale medlemmer, Martin Winter, blev syg kort før konkurrencen, blev Wolfgramm hentet ind til erstatning; den øvrige besætning var Wolfgang Güldenpfennig, Rüdiger Reiche og Karl-Heinz Bußert. Østtyskerne blev nummer to i indledende heat og måtte derpå gennem opsamlingsheatet. Her vandt de og kom derfor i finalen, hvor de fik revanche for nederlaget i indledende heat til Sovjetunionen, da de sikrede sig guldmedaljen med over et sekunds forspring til netop Sovjetunionen, mens Tjekkoslovakiet blev nummer tre.
Trods succesen ved OL kom Wolfgramm aldrig igen med på landsholdet; det vides at han vandt et østtysk mesterskab i 1972.

## OL-medaljer
- 1976:  Guld i dobbeltfirer